# Pulsnitz
Pulsnitz (tiếng Sorbia: Połčnica) là một đô thị ở huyện of Bautzen, bang tự do Sachsen, Đức. Đô thị Pulsnitz có diện tích 26,72 km², dân số thời điểm ngày 31 tháng 12 năm 2006 là 7933 người. Đô thị này có cự ly 11 km về phía tây nam của Kamenz, và 24 km về phía đông bắc của trung tâm Dresden.